# Castelo de Băile Homorod
O Castelo de Băile Homorod (em latim: castellum) foi um forte da província romana da Dácia do século II. Suas ruínas estão localizadas em Băile Homorod, na comuna de Vlăhița, na Romênia. Com dimensões de 24 x 24 metros, compreende uma rampa, uma vala e um berma.